# Aleksandra Stach
Aleksandra Stach (ur. 6 stycznia 2000 w Krakowie) – polska kajakarka górska. Mistrzyni świata w konkurencji C2 mix (2018).

## Kariera sportowa
Jest zawodniczką Krakowskiego Klubu Kajakowego, startuje w slalomie kajakowym.
W 2015 debiutowała na mistrzostwach Europy juniorek, w 2016 na mistrzostwach Europy seniorek, w 2017 na mistrzostwach świata seniorów. W 2018 została mistrzynią świata seniorów w konkurencji C2 mix (z Marcinem Pochwałą), w 2019 zdobyła w tej samej konkurencji wicemistrzostwo świata (również z Marcinem Pochwałą).
Starty na imprezach mistrzowskich rangi seniorskiej:
- Igrzyska olimpijskie:
  - 2021: C-1 – 19. miejsce[3]
- Mistrzostwa świata seniorów[2]:
  - 2017: C-1 – 27. miejsce, C-2 mix – 9. miejsce (z Marcinem Pochwałą)
  - 2018: C-2 mix – 1. miejsce (z Marcinem Pochwałą), K-1 drużynowo – 12. miejsce, C-1 – 24. miejsce
  - 2019: C-2 mix – 2. miejsce (z Marcinem Pochwałą), K-1 drużynowo – 11. miejsce, C-1 – 27. miejsce
- Mistrzostwa Europy seniorów[2]:
  - 2016: C-1 – 26. miejsce, C-1 zespołowo – 8. miejsce
  - 2017: C-1 – 23. miejsce, C-1 zespołowo – 9. miejsce
  - 2018: C-1 – 28. miejsce
  - 2019: C-1 – 6. miejsce, K-1 zespołowo – 10. miejsce

Na mistrzostwach Polski seniorów wywalczyła pięć złotych medali:
- w konkurencji C-1 (2016, 2017, 2018)
- w konkurencji C-2 mix (2018, 2019)